# Vanina Vanini
Vanina Vanini is een Italiaanse dramafilm uit 1961 onder regie van Roberto Rossellini.

## Verhaal
Een jonge revolutionair vecht voor de eenwording van Italië. Hij is op de vlucht voor de autoriteiten. Hij wordt verliefd op een prinses, maar hij laat zijn idealen primeren boven de liefde. De prinses is daardoor gekrenkt. Ze verraadt hem, maar ze krijgt spijt en tracht haar geliefde te redden.

## Rolverdeling
| Acteur               | Personage          |
| -------------------- | ------------------ |
| Sandra Milo          | Vanina Vanini      |
| Laurent Terzieff     | Pietro Missirilli  |
| Martine Carol        | Gravin Vitelleschi |
| Paolo Stoppa         | Asdrubale Vanini   |
| Isabelle Corey       | Clelia             |
| Antonio Pierfederici | Livio Savelli      |
| Olimpia Cavalli      | Kamermeisje        |
| Nerio Bernardi       | Kardinaal Savelli  |
| Mimmo Poli           | Beul               |